# Trachusa dumerlei
Trachusa dumerlei är en biart som först beskrevs av Warncke 1980.  Trachusa dumerlei ingår i släktet hartsbin, och familjen buksamlarbin. Inga underarter finns listade i Catalogue of Life.